# 1847
1847 (MDCCCXLVII) je bilo navadno leto, ki se je po gregorijanskem koledarju začelo na petek, po 12 dni počasnejšem julijanskem koledarju pa na sredo.

## Dogodki
- Aleksander Terplan izdaja svojo delo Dvakrat 52 Bibliszke Historie v prekmurščini.
- mormoni, člani Cerkve Jezusa Kristusa svetih iz poslednjih dni, prispejo v Dolino Slanega jezera (Salt Lake Valley) in pričnejo z gradnjo mesta Salt Lake City.
- Ascanio Sobrero (zdravnik iz Torina) kot prvi izdela nitroglicerin.
- Prva objava romana Viharni vrh pisateljice Emily Brontë.

## Rojstva
- 14. januar - Borden Parker Bowne, ameriški filozof († 1910)
- 17. januar - Nikolaj Jegorovič Žukovski, ruski matematik, fizik († 1921)
- 11. februar - Thomas Alva Edison, ameriški znanstvenik, izumitelj, fizik, elektroinženir, matematik († 1931)
- 4. marec - Carl Josef Bayer, avstrijski kemik († 1904)
- 14. september - Pavel Nikolajevič Jabločkov, ruski elektrotehnik, izumitelj, konstruktor († 1894)
- 2. november - Georges Sorel, francoski anarhist († 1922)

## Smrti
- 23. januar - Mihael Jaklin, slovenski pisec, jezikoslovec, narodni buditelj (* 1770)
- 30. marec - Štefan Lülik, madžarski slovenski pisatelj in učitelj (* 1764)
- 21. junij - Anders Jonas Ångström, švedski astronom, fizik (* 1814)
- 14. maj - Fanny Hensel, nemška pianistka, skladateljica (* 1805)